# Groupe boulangiste
Le groupe boulangiste est un groupe parlementaire à la Chambre des députés pendant les IVe et Ve législatures de la Troisième République française.

## Histoire

### Avant les élections de 1889

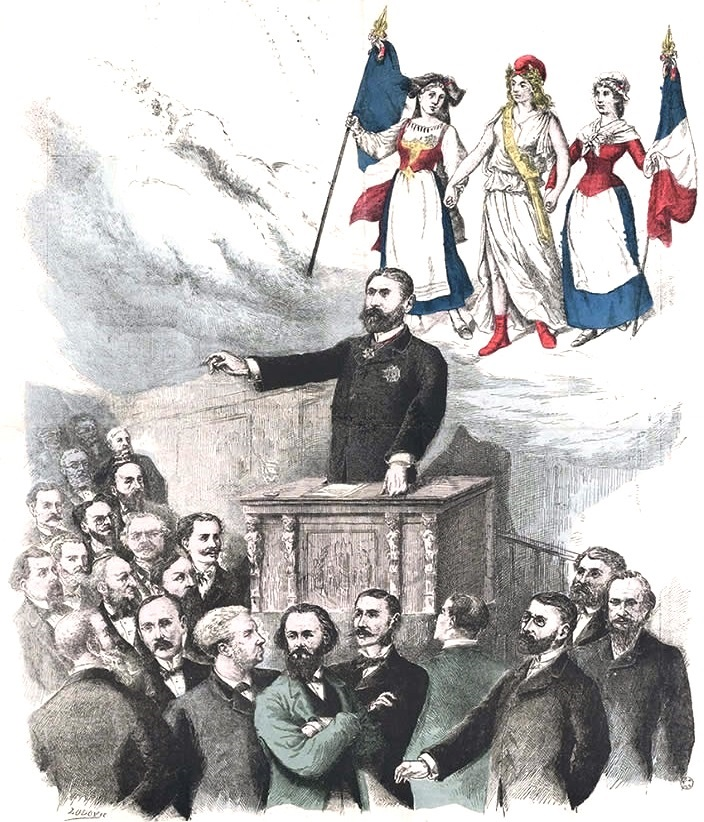
Discours de Boulanger à la tribune de la Chambre (gravure boulangiste, vers 1888-1889).

Farouchement républicains mais de plus en plus hostiles au conservatisme institutionnel et social de la majorité républicaine opportuniste (reconduite mais amoindrie par les élections de 1885), les députés radicaux siègent dans plusieurs groupes : la Gauche radicale, nombreuse mais moins intransigeante que l'Extrême-Gauche, présidée par Barodet et menée par Clemenceau, qui représente le courant radical-socialiste, et enfin le petit groupe ouvrier, proche du socialisme.
Après 1886, une partie de ces députés (notamment Laguerre, Laisant, Laur et Le Hérissé) participe à la naissance du boulangisme. Réuni autour du général Boulanger, ce mouvement est révisionniste (les radicaux veulent réviser les lois constitutionnelles dans un sens plus démocratique), revanchiste (voire nationaliste) et favorable à des réformes sociales.
À la mi-mars 1888, une dizaine de députés radicaux intègrent, aux côtés de journalistes (Rochefort, Mayer, Lalou) et du poète Déroulède, un « Comité républicain de protestation nationale » (préfiguration du Comité républicain national) destiné à défier le gouvernement en soutenant la candidature du général aux législatives partielles du 25 mars. De plus en plus inquiets face à la montée d'un mouvement plébiscitaire qui leur évoque le bonapartisme, les radicaux désavouent majoritairement l’initiative de leurs collègues et, le 19 avril, le groupe de l'Extrême-Gauche décide d'exclure les boulangistes de ses rangs. Cet ostracisme ouvre la voix à la formation d'un groupe boulangiste. Mené par Boulanger lui-même, après l'élection de ce dernier dans le Nord le 15 avril, il commence à se réunir dès la fin du mois.
Rallié par quelques députés supplémentaires, le nouveau groupe plafonne à une petite vingtaine d'adhérents, bien en deçà de l'effectif potentiel de 38 membres estimé par le journal Le Soir. Plusieurs autres députés, tels qu'Andrieux, Gaussorgues, Gilly, Granet, Hugues, Lesguillier, Simyan et Steenackers, sont plus ou moins proches des boulangistes sans pour autant appartenir à leur groupe. La plupart des autres parlementaires républicains rejettent le boulangisme, dont ils soupçonnent l'entente avec les monarchistes, et refusent à son groupe l'appellation de « Groupe républicain national ».

### Après les élections de 1889

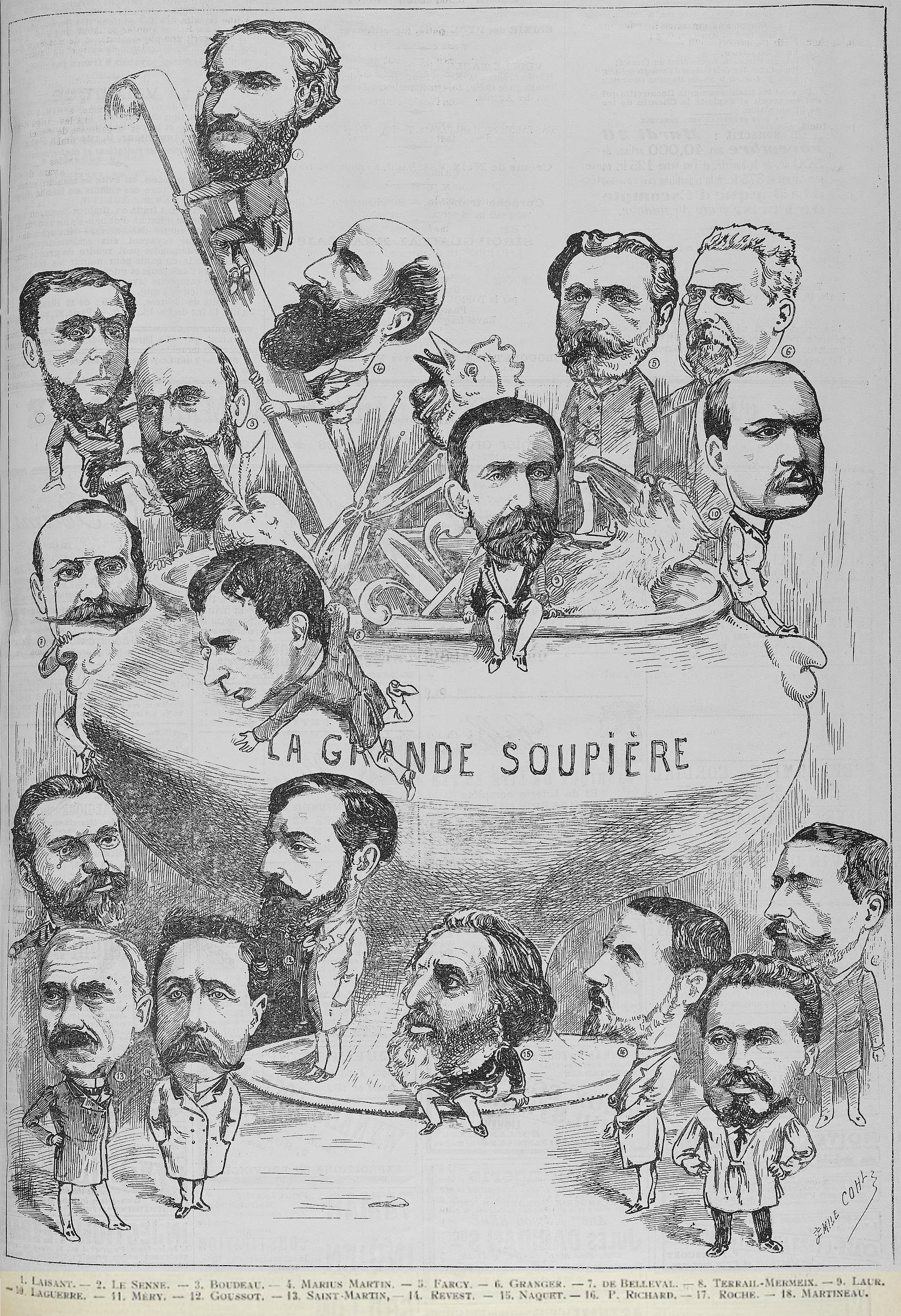
Les 18 députés boulangistes élus dans la Seine en 1889 (caricature par Émile Cohl).

Les élections de 1889 sont un échec pour les boulangistes, privés de leur chef (condamné par la Haute Cour, le général s'est exilé et sa réélection à Paris sera invalidée). Alors qu'ils convoitaient 205 sièges, il n'en obtiennent finalement que 42, chiffre encore réduit par plusieurs invalidations. De leur côté, les conservateurs (monarchistes) élus avec l'investiture du Comité républicain national prennent place à droite. Le 12 novembre, lors de l'élection du président de la Chambre, seuls 28 des 92 bulletins nuls portent le nom de Boulanger, permettant ainsi d'évaluer à une trentaine de membres le groupe présidé par Alfred Naquet.
Impuissant et divisé, le groupe boulangiste se désagrège rapidement à partir de 1890, notamment après les révélations retentissantes d'un de ses membres, Mermeix, sur les coulisses des tractations avec les monarchistes. À la fin de l'année 1890, Déroulède, qui s'est brouillé avec Laguerre, tente de réorganiser un « groupe révisionniste » d'une douzaine de membres. Or, ce projet n'est pas soutenu par Boulanger, ce qui permet au journal de Laguerre d'avancer qu'« il n'y a plus de groupe boulangiste ». En mai 1891, Laguerre, Naquet et quatre de leurs collègues font ainsi savoir qu'ils ne sont plus des boulangistes mais des « républicains révisionnistes ». Après la mort de Boulanger en 1891, plusieurs boulangistes de gauche (notamment les « rochefortistes ») se rapprochent de certains socialistes et signent le manifeste révisionniste de l'ancien communard Cluseret.
La fin de la législature est éprouvante pour les derniers boulangistes. En effet, ils échouent à tirer parti du scandale de Panama avant de se discréditer définitivement lors de l'affaire Norton, qui aboutit à la démission de Déroulède et de Millevoye.
Après les élections de 1893, seuls seize ex-boulangistes (élus pour la plupart en tant que « révisionnistes ») reviennent à la Chambre. Avec quelques socialistes nationalistes menés par Cluseret, ils forment un petit groupe parlementaire socialiste national, le groupe nationaliste (quelquefois qualifié de « groupe boulangiste »).

## Députés boulangistes (1888-1893)
IVe législature
- Georges Boulanger
- Léon Borie[1]
- Pierre Brugeilles[1]
- Joseph Chevillon[1]
- Pierre Duguyot[1]
- Alfred Koechlin-Schwartz
- Georges Laguerre[1]
- Charles-Ange Laisant[1]
- Gaston Laporte[1]
- Francis Laur[1]
- René Le Hérissé[1]
- Fortuné Mellot
- Henri Michelin[1]
- François Planteau
- Jean-Baptiste Saint-Martin[16]
- Paul Susini[1]
- Jules Thiessé[17]
- Edmond Turquet
- Léon Vacher[1]
- Maurice Vergoin[1]

Ve législature
- Henri Aimel[19]
- Jean Argeliès[19]
- Maurice Barrès[19]
- Henri de Belleval[19]
- Léon Borie[19] (jusqu'en 1891)[13]
- Élie Boudeau[19]
- André Castelin[19]
- Albert Chiché[19]
- Jules Delahaye[19]
- Paul Déroulède[19]
- Léon Dumonteil[19]
- Eugène Farcy[19]
- Alfred Gabriel[19]
- Albert Gauthier de Clagny[19]
- Émile Goussot[19]
- Ernest Granger[19]
- Antoine Jourde[19]
- Georges Laguerre[19] (jusqu'en 1891)[13]
- Charles-Ange Laisant[19]
- Charles Lalou[19]
- Gaston Laporte[19] (jusqu'en 1891)[13]
- Francis Laur[19]
- René Le Hérissé[19] (jusqu'en 1891)[13]
- Charles Le Senne[19]
- Georges Le Veillé[19]
- Alfred Martineau[19] (jusqu'en janvier 1890)
- Mermeix[19] (jusqu'en 1890)
- Henri Michelin[19]
- Lucien Millevoye[19]
- Alfred Naquet[19] (jusqu'en 1891)[13]
- Paulin-Méry[19]
- Honoré Pontois[19] (jusqu'en 1890)[20]
- Émile Revest[19]
- Pierre Richard[19]
- Ernest Roche[19]
- Jean-Baptiste Saint-Martin[19]
- Jean Placide Turigny[19] (jusqu'en 1891)[13]